# Mecardonia exilis
Mecardonia exilis là một loài thực vật có hoa trong họ Mã đề. Loài này được (Brandegee) Pennell mô tả khoa học đầu tiên năm 1946.